# Llista de monuments de Roses
Llista de monuments de Roses inclosos en l'Inventari del Patrimoni Arquitectònic de Catalunya per al municipi de Roses (Alt Empordà). Inclou els inscrits en el Registre de Béns Culturals d'Interès Nacional (BCIN) amb la classificació de monuments històrics i els Béns Culturals d'Interès Local (BCIL) de caràcter arquitectònic.
| Monument                                                                                                 | Protecció       | Estil/època                                   | Localització                                                                    | Coordenades                                          | Codi?         | Imatge |
| --- | --------------- | --------------------------------------------- | ------------------------------------------------------------------------------- | ---------------------------------------------------- | ------------- | --- |
| Poblat visigòtic del Puig Rom, Castell del Puig Rom, Puig de les Muralles                                | BCIN 176-MH     | VII-VIII                                      | Roses Puig de les Muralles, al nord del puig Rom                                | 42° 15′ 22″ N, 3° 11′ 21″ E / 42.25621°N,3.18905°E   | RI-55-0000075 | Poblat visigòtic del Puig Rom (Roses) · Vegeu més fotos d'aquest monument · Carregueu una nova foto d'aquest monument               |
| Ciutadella i Monestir de Santa Maria                                                                     | BCIN 183-CH     | Renaixement, gòtic, romànic XVI               | Roses Av. Rhode                                                                 | 42° 16′ 01″ N, 3° 10′ 12″ E / 42.266944°N,3.17°E     | RI-53-0000029 | Ciutadella (Roses) · Vegeu més fotos d'aquest monument · Carregueu una nova foto d'aquest monument                                  |
| Castell de la Trinitat, Castell de la Poncella, Fort de la Santíssima Trinitat                           | BCIN 1314-MH    | XVI                                           | Roses Punta Poncella                                                            | 42° 14′ 50″ N, 3° 11′ 02″ E / 42.247348°N,3.183786°E | RI-51-0006055 | Castell de la Trinitat (Roses) · Vegeu més fotos d'aquest monument · Carregueu una nova foto d'aquest monument                      |
| Castell de Bufalaranya, Castell de Bufraganyes, Castell d'en Bufalaranya, Castell de Pinna Negra         | BCIN 1315-MH    | X-XIV                                         | Roses Ctra. de Roses a Cadaqués, km 5, vall de la Trencada                      | 42° 17′ 43″ N, 3° 11′ 40″ E / 42.295326°N,3.194454°E | RI-51-0006056 | Castell de Bufalaranya (Roses) · Vegeu més fotos d'aquest monument · Carregueu una nova foto d'aquest monument                      |
| Castell de la Garriga                                                                                    | BCIN 1316-MH    | XIV-XVI                                       | Roses Paratge de la Garriga, a l'oest de la carretera a Palau-saverdera, km 1   | 42° 16′ 46″ N, 3° 09′ 13″ E / 42.279493°N,3.153592°E | RI-51-0006058 | Castell de la Garriga (Roses) · Vegeu més fotos d'aquest monument · Carregueu una nova foto d'aquest monument                       |
| Torre del Sastre                                                                                         | BCIN 1317-MH    | XVI-XVII                                      | Roses Serrat de la Torre del Sastre                                             | 42° 14′ 49″ N, 3° 12′ 55″ E / 42.246876°N,3.215354°E | RI-51-0006059 | Torre del Sastre (Roses) · Vegeu més fotos d'aquest monument · Carregueu una nova foto d'aquest monument                            |
| Torre de Can Figa, Mas Figa, Can Figa                                                                    | BCIN 1318-MH    | XVI-XVII                                      | Roses Crta. de Montjoi, pista de Jòncols, pista de Puig Alt est                 | 42° 16′ 23″ N, 3° 14′ 05″ E / 42.273001°N,3.234666°E | RI-51-0006062 | Torre de Can Figa (Roses) · Vegeu més fotos d'aquest monument · Carregueu una nova foto d'aquest monument                           |
| Casa Rozes                                                                                               | BCIN 1880-MH-EN | Racionalisme XX Mitjan                        | Roses Av. de Díaz Pacheco, 184, punta de Canyelles Grosses                      | 42° 14′ 16″ N, 3° 12′ 29″ E / 42.237831°N,3.208104°E | RI-51-0007009 | Casa Rozes (Roses) · Vegeu més fotos d'aquest monument · Carregueu una nova foto d'aquest monument                                  |
| Casa Mallol, Casa Cambó                                                                                  | BCIL 1993       | Modernisme Joan Marés XX (1906)               | Roses Pl. de Catalunya, 12                                                      | 42° 15′ 48″ N, 3° 10′ 30″ E / 42.263262°N,3.174974°E | IPA-448       | Casa Mallol (Roses) · Vegeu més fotos d'aquest monument · Carregueu una nova foto d'aquest monument                                 |
| Torre de Norfeu                                                                                          | BCIL 1993       | Obra popular XVI                              | Roses Península de cap Norfeu                                                   | 42° 14′ 36″ N, 3° 15′ 01″ E / 42.243423°N,3.250278°E | IPA-20154     | Torre de Norfeu (Roses) · Vegeu més fotos d'aquest monument · Carregueu una nova foto d'aquest monument                             |
| La Torreta, Torre del Moro                                                                               | BCIL 1993       | Obra popular XVI                              | Roses Ctra. GIV-614 de Roses a Cadaqués, km 4, vall de la Trencada              | 42° 17′ 35″ N, 3° 11′ 13″ E / 42.293133°N,3.186905°E | IPA-20159     | Carregueu una nova foto d'aquest monument                                                                                           |
| Mas de la Perafita, Mas sa Perafita, Mas Saperafita                                                      |                 | Obra popular XVI                              | Roses Ctra. de Roses a Cadaqués, km 11, paratge de la Perafita                  | 42° 17′ 41″ N, 3° 14′ 08″ E / 42.294749°N,3.235682°E | IPA-20160     | Carregueu una nova foto d'aquest monument                                                                                           |
| Mas Romanyac, Mas Farigola                                                                               |                 | Obra popular XVII                             | Roses Ctra. GIV-620, km 2, capçalera de la riera de Romanyac                    | 42° 16′ 54″ N, 3° 13′ 29″ E / 42.281784°N,3.224706°E | IPA-20162     | Carregueu una nova foto d'aquest monument                                                                                           |
| Església parroquial de Santa Maria de Roses                                                              | BCIL 1993       | Neoclassicisme XVIII Final, XIX Mitjan        | Roses Pl. de l'Església                                                         | 42° 15′ 43″ N, 3° 10′ 41″ E / 42.262058°N,3.177956°E | IPA-20170     | Església parroquial de Santa Maria de Roses (Roses) · Vegeu més fotos d'aquest monument · Carregueu una nova foto d'aquest monument |
| Casa del Marquès de Llinars, Can Jordà                                                                   | BCIL 1993       | Eclecticisme XX Inici                         | Roses Pl. Catalunya, 8                                                          | 42° 15′ 49″ N, 3° 10′ 30″ E / 42.263598°N,3.174935°E | IPA-20174     | Casa del Marquès de Llinars (Roses) · Vegeu més fotos d'aquest monument · Carregueu una nova foto d'aquest monument                 |
| Cova de les Ermites                                                                                      | BCIL 1993       | Obra popular Medieval                         | Roses Vessant nord-est del cap de Norfeu, sota la torre                         | 42° 14′ 42″ N, 3° 15′ 08″ E / 42.244914°N,3.252108°E | IPA-20175     | Carregueu una nova foto d'aquest monument                                                                                           |
| La Guardiola, Castell de la Guardiola                                                                    | BCIL 1993       | Obra popular Medieval                         | Roses Pla de la Guardiola                                                       | 42° 15′ 16″ N, 3° 14′ 41″ E / 42.254351°N,3.244617°E | IPA-20176     | Carregueu una nova foto d'aquest monument                                                                                           |
| Mas Marès                                                                                                | BCIL 1993       | Obra popular XVI, XVIII                       | Roses Paratge del Pla del Mas Marés                                             | 42° 15′ 11″ N, 3° 12′ 09″ E / 42.253096°N,3.202364°E | IPA-20179     | Carregueu una nova foto d'aquest monument                                                                                           |
| Mas Montjoi de Baix                                                                                      | BCIL 1993       | Obra popular XVI, XIX Final                   | Roses Vall de Montjoi, a prop de la cala i la riera Montjoi                     | 42° 15′ 26″ N, 3° 13′ 07″ E / 42.257187°N,3.218672°E | IPA-20180     | Carregueu una nova foto d'aquest monument                                                                                           |
| Mas d'en Coll, Mas Roig                                                                                  | BCIL 1993       | Obra popular XVIII                            | Roses Ctra. de les Arenes, paratge de la Trencada                               | 42° 17′ 04″ N, 3° 10′ 41″ E / 42.284555°N,3.178153°E | IPA-20181     | Mas d'en Coll (Roses) · Vegeu més fotos d'aquest monument · Carregueu una nova foto d'aquest monument                               |
| Mas Bech, Mas d'en Bech, Mas d'en Bec, Mas Paltre, Mas Can Bech, El Criollo, Mas Lledoner, els Lledoners |                 | Obra popular XVII                             | Roses Ctra. de Roses a Palau-Saverdera, km 2, paratge de Queralbs               | 42° 17′ 20″ N, 3° 09′ 13″ E / 42.288913°N,3.153736°E | IPA-20182     | Carregueu una nova foto d'aquest monument                                                                                           |
| Mas dels Arbres, Mas de la Gascona, Mas Maria Cristina                                                   |                 | Obra popular XVII                             | Roses Paratge del Mas dels Arbres, pla de les Gates                             | 42° 16′ 34″ N, 3° 13′ 20″ E / 42.276241°N,3.222327°E | IPA-20183     | Mas dels Arbres (Roses) · Modifica el valor a Wikidata · Carregueu una nova foto d'aquest monument                                  |
| Far de Roses, Far de la Poncella, Far de la Trinitat                                                     | BCIL 1993       | Eclecticisme, obra popular XIX Mitjan         | Roses Punta de la Poncella                                                      | 42° 14′ 45″ N, 3° 10′ 59″ E / 42.245883°N,3.183153°E | IPA-20187     | Far de Roses · Vegeu més fotos d'aquest monument · Carregueu una nova foto d'aquest monument                                        |
| Pont des Barral, Pont d'en Giraculs                                                                      | BCIL 1993       | Obra popular XIX                              | Roses Ctra. GI-614 de Roses a Cadaqués, prop del km 9                           | 42° 17′ 15″ N, 3° 13′ 19″ E / 42.287414°N,3.221997°E | IPA-20199     | Carregueu una nova foto d'aquest monument                                                                                           |
| Fita de separació de la Masia Llobatera i Masia Perafita                                                 |                 | Obra popular XIX                              | Roses Ctra. de Roses a Cadaqués, a 400 m al sud, vessant septentrional del Pení |                                                      | IPA-20202     | Carregueu una nova foto d'aquest monument                                                                                           |
| Barraca de cala Pelosa                                                                                   | BCIL 2012       | Obra popular XVII                             | Roses Cala Pelosa                                                               | 42° 15′ 00″ N, 3° 14′ 40″ E / 42.249867°N,3.244343°E | IPA-20206     | Carregueu una nova foto d'aquest monument                                                                                           |
| Font de la Torre del Sastre                                                                              |                 | Obra popular XIX                              | Roses A l'oest del mas de la Torre del Sastre                                   | 42° 14′ 45″ N, 3° 12′ 55″ E / 42.245849°N,3.215311°E | IPA-20209     | Carregueu una nova foto d'aquest monument                                                                                           |
| Mas de Can Berta, Mas Tamariu                                                                            |                 | Obra popular XVIII                            | Roses Ctr. GI-614 de Roses a Cadaqués, km 5, vall de la Trencada                | 42° 17′ 31″ N, 3° 11′ 50″ E / 42.291954°N,3.197182°E | IPA-20219     | Carregueu una nova foto d'aquest monument                                                                                           |
| Forn del Solell de Can Berta i barraca                                                                   |                 | Obra popular XVII, XIX                        | Roses Vall de la Trencada, indret del Solell de Can Berta                       | 42° 17′ 22″ N, 3° 11′ 26″ E / 42.289385°N,3.190593°E | IPA-20221     | Carregueu una nova foto d'aquest monument                                                                                           |
| Barraca del Jóncols                                                                                      | BCIL 2012       | Obra popular XIX                              | Roses Cala i platja de Jóncols                                                  | 42° 15′ 11″ N, 3° 15′ 12″ E / 42.25293°N,3.25325°E   | IPA-20230     | Carregueu una nova foto d'aquest monument                                                                                           |
| Molí del Mas d'en Coll                                                                                   |                 | Obra popular XVII                             | Roses Ctra. de les Arenes, vall de la Trencada                                  | 42° 17′ 08″ N, 3° 10′ 51″ E / 42.285550°N,3.180757°E | IPA-20233     | Carregueu una nova foto d'aquest monument                                                                                           |
| Mas Palou, Mas Callol                                                                                    |                 | Obra popular XVI, XIX                         | Roses Ctra. de les Arenes, vall de la Trencada                                  | 42° 17′ 12″ N, 3° 10′ 54″ E / 42.286670°N,3.181609°E | IPA-20234     | Carregueu una nova foto d'aquest monument                                                                                           |
| Mas Pairet                                                                                               |                 | Obra popular XVIII, XIX Final                 | Roses Ctra. de les Arenes, vall de la Trencada                                  | 42° 17′ 17″ N, 3° 11′ 15″ E / 42.288142°N,3.187509°E | IPA-20235     | Carregueu una nova foto d'aquest monument                                                                                           |
| Molí del Mas Pairet                                                                                      |                 | Obra popular XVIII                            | Roses Ctra. de les Arenes, vall de la Trencada                                  | 42° 17′ 19″ N, 3° 11′ 16″ E / 42.288475°N,3.187661°E | IPA-20236     | Carregueu una nova foto d'aquest monument                                                                                           |
| Cementiri municipal de Roses                                                                             | BCIL 2015       | Eclecticisme, modernisme XIX Mitjan, XX Inici | Roses C. Josep Irla                                                             | 42° 16′ 05″ N, 3° 10′ 53″ E / 42.268140°N,3.181483°E | IPA-20239     | Carregueu una nova foto d'aquest monument                                                                                           |
| Casa a cala Pelosa, Clos Rahola, o Casa la Palosa                                                        |                 | Darreres tendències XX Final                  | Roses Crta. de cala Montjoi a Cadaqués per la costa, paratge de Cala Pelosa     | 42° 14′ 52″ N, 3° 14′ 45″ E / 42.247693°N,3.245828°E | IPA-20241     | Carregueu una nova foto d'aquest monument                                                                                           |
| Barraca de Queralbs                                                                                      |                 | Obra popular XVIII                            | Roses Paratge de Queralbs                                                       | 42° 17′ 50″ N, 3° 10′ 20″ E / 42.297290°N,3.172141°E | IPA-20243     | Carregueu una nova foto d'aquest monument                                                                                           |
| Un Blocaus, Búnquer del Baluard                                                                          |                 | Obra popular XX Mitjan                        | Roses Av. de Rhode, Ciutadella                                                  | 42° 15′ 58″ N, 3° 10′ 03″ E / 42.266063°N,3.167576°E | IPA-20246     | Blocaus (Roses) · Vegeu més fotos d'aquest monument · Carregueu una nova foto d'aquest monument                                     |
| Torre Quimeta                                                                                            | BCIL 2002       | Obra popular XVI, XVII, XVIII, XX Inici       | Roses C. Joanot Martorell, 6-8                                                  | 42° 15′ 57″ N, 3° 09′ 53″ E / 42.265941°N,3.164756°E | IPA-23109     | Carregueu una nova foto d'aquest monument                                                                                           |
| Torre Calsina                                                                                            | BCIL 2002       | Obra popular XVI, XVIII                       | Roses C. Francesc Eiximenis, 6                                                  | 42° 15′ 58″ N, 3° 09′ 51″ E / 42.266059°N,3.164278°E | IPA-23110     | Carregueu una nova foto d'aquest monument                                                                                           |
| Camp de presoners de la Pelosa                                                                           | BCIL 1993       | XX                                            | Roses Cala de la Pelosa                                                         | 42° 14′ 57″ N, 3° 14′ 40″ E / 42.24915°N,3.24442°E   | IPA-35738     | Carregueu una nova foto d'aquest monument                                                                                           |
| Edifici de la Casa Cremada                                                                               | BCIL 2015       | Obra popular X-XI                             | Roses                                                                           |                                                      | IPA-35739     | Carregueu una nova foto d'aquest monument                                                                                           |
| Edifici de la Farella                                                                                    | BCIL 1993       | Obra popular VIII-XI                          | Roses                                                                           |                                                      | IPA-35740     | Carregueu una nova foto d'aquest monument                                                                                           |
| Passeig 12, Stella Maris                                                                                 |                 | Obra popular XX Mitjan                        | Roses Pg. Marítim, 12                                                           | 42° 15′ 55″ N, 3° 10′ 05″ E / 42.265207°N,3.168152°E | IPA-37624     | Stella Maris (Roses) · Vegeu més fotos d'aquest monument · Carregueu una nova foto d'aquest monument                                |
| Antic edifici de Correos, Oficina de Turisme                                                             |                 | Darreres tendències XX Mitjan                 | Roses Av. Rhode, 77-79                                                          | 42° 15′ 54″ N, 3° 10′ 20″ E / 42.265085°N,3.172359°E | IPA-37627     | Antic edifici de Correos (Roses) · Vegeu més fotos d'aquest monument · Carregueu una nova foto d'aquest monument                    |
| Casa al carrer Pi i Sunyer, 13, antiga Casa de la Vila                                                   |                 | Eclecticisme XX                               | Roses C. Pi i Sunyer, 13                                                        | 42° 15′ 48″ N, 3° 10′ 30″ E / 42.263208°N,3.175052°E | IPA-37664     | Casa al carrer Pi i Sunyer, 13 (Roses) · Vegeu més fotos d'aquest monument · Carregueu una nova foto d'aquest monument              |
| Mas de les Figueres                                                                                      | BCIL 1993       | Obra popular XVI, XVIII Inici                 | Roses Av. Rhode, 209-221                                                        | 42° 15′ 37″ N, 3° 10′ 47″ E / 42.260143°N,3.179784°E | IPA-37665     | Mas de les Figueres (Roses) · Vegeu més fotos d'aquest monument · Carregueu una nova foto d'aquest monument                         |
| Casa a l'avinguda Rhode 263-277, Casa dels Italians                                                      |                 | Obra popular XX                               | Roses Av. Rhode, 263-277                                                        | 42° 15′ 27″ N, 3° 10′ 54″ E / 42.257537°N,3.181604°E | IPA-37666     | Casa a l'avinguda Rhode, 263-277 (Roses) · Vegeu més fotos d'aquest monument · Carregueu una nova foto d'aquest monument            |
| Barraca de l'Almadrava                                                                                   | BCIL 2015       | Obra popular XIX                              | Roses C. Veronés, 7                                                             | 42° 14′ 29″ N, 3° 12′ 23″ E / 42.241480°N,3.206260°E | IPA-37667     | Carregueu una nova foto d'aquest monument                                                                                           |
| Bateria de Sant Antoni                                                                                   | BCIL 2015       | Obra popular XVIII Final                      | Roses Ctra. del Far, 20                                                         | 42° 14′ 44″ N, 3° 10′ 58″ E / 42.245528°N,3.182837°E | IPA-37668     | Carregueu una nova foto d'aquest monument                                                                                           |
| Búnquers del far                                                                                         | BCIL 2015       | Obra popular XX Mitjan                        | Roses Punta de la Poncella                                                      | 42° 14′ 49″ N, 3° 10′ 55″ E / 42.246817°N,3.181846°E | IPA-37669     | Carregueu una nova foto d'aquest monument                                                                                           |
| Casa Reig                                                                                                |                 | Darreres tendències XX Final                  | Roses Ctra. de Canyelles, 56                                                    | 42° 14′ 48″ N, 3° 11′ 32″ E / 42.246595°N,3.192328°E | IPA-37670     | Carregueu una nova foto d'aquest monument                                                                                           |
| Casa al carrer Canyelles, 70-74                                                                          | BCIL 2015       | Racionalisme XX                               | Roses Ctra. de Canyelles, 70-74                                                 | 42° 14′ 52″ N, 3° 11′ 41″ E / 42.247668°N,3.194628°E | IPA-37671     | Carregueu una nova foto d'aquest monument                                                                                           |
| Casa Neus                                                                                                |                 | Noucentisme XX Inici                          | Roses Av. de Rhode, 75                                                          | 42° 15′ 55″ N, 3° 10′ 19″ E / 42.265176°N,3.172020°E | IPA-37673     | Casa Neus (Roses) · Vegeu més fotos d'aquest monument · Carregueu una nova foto d'aquest monument                                   |
| Casa Ramon Rahola                                                                                        | BCIL 2015       | Eclecticisme XIX Final                        | Roses Pl. Catalunya, 3                                                          | 42° 15′ 50″ N, 3° 10′ 28″ E / 42.264010°N,3.174466°E | IPA-37675     | Casa Ramon Rahola (Roses) · Vegeu més fotos d'aquest monument · Carregueu una nova foto d'aquest monument                           |
| Edificis a l'avinguda de Díaz Pacheco                                                                    |                 | Darreres tendències XX Mitjan                 | Roses Av. de Díaz Pacheco, 63, 67-73, 81-93                                     | 42° 14′ 36″ N, 3° 12′ 04″ E / 42.243203°N,3.200990°E | IPA-37676     | Carregueu una nova foto d'aquest monument                                                                                           |
| Edifici Apartsol                                                                                         |                 | Racionalisme, darreres tendències XX Final    | Roses Av. Port Reig, 45-47                                                      | 42° 16′ 04″ N, 3° 09′ 19″ E / 42.267807°N,3.155324°E | IPA-37677     | Edifici Apartsol (Roses) · Vegeu més fotos d'aquest monument · Carregueu una nova foto d'aquest monument                            |
| Edificacions de la carretera del Far                                                                     |                 | Obra popular XX Mitjan                        | Roses Ctra. del Far, 43, 46, 63-67                                              | 42° 15′ 07″ N, 3° 10′ 56″ E / 42.251926°N,3.182167°E | IPA-37678     | Carregueu una nova foto d'aquest monument                                                                                           |
| Els visitants, Els turistes                                                                              |                 | Darreres tendències XX Final                  | Roses Pg. Marítim                                                               | 42° 15′ 55″ N, 3° 09′ 47″ E / 42.265178°N,3.162923°E | IPA-37679     | Els visitants (Roses) · Vegeu més fotos d'aquest monument · Carregueu una nova foto d'aquest monument                               |
| Font d'en Xameques                                                                                       |                 | Darreres tendències XX                        | Roses Pl. Sant Pere                                                             | 42° 15′ 38″ N, 3° 10′ 41″ E / 42.260560°N,3.178112°E | IPA-37680     | Font d'en Xameques (Roses) · Vegeu més fotos d'aquest monument · Carregueu una nova foto d'aquest monument                          |
| Homenatge dels pescadors, Homenatge als pescadors                                                        |                 | Darreres tendències XX Final                  | Roses Pg. Marítim                                                               | 42° 15′ 52″ N, 3° 10′ 23″ E / 42.264386°N,3.173030°E | IPA-37681     | Homenatge dels Pescadors (Roses) · Vegeu més fotos d'aquest monument · Carregueu una nova foto d'aquest monument                    |
| Nau del Port                                                                                             |                 | Obra popular XX Inici                         | Roses Ctra. del Far, 1                                                          | 42° 15′ 23″ N, 3° 10′ 56″ E / 42.256393°N,3.182107°E | IPA-37682     | Nau del Port (Roses) · Vegeu més fotos d'aquest monument · Carregueu una nova foto d'aquest monument                                |
| Casa al carrer Pi i Sunyer, 5                                                                            |                 | Eclecticisme XIX Final                        | Roses C. Pi i Sunyer, 5                                                         | 42° 15′ 46″ N, 3° 10′ 32″ E / 42.262780°N,3.175445°E | IPA-37683     | Casa al carrer Pi i Sunyer, 5 (Roses) · Vegeu més fotos d'aquest monument · Carregueu una nova foto d'aquest monument               |
| Casa Mates, Casa Falp                                                                                    | BCIL 2015       | Historicisme, modernisme XX Inici             | Roses Pl. Catalunya, 11                                                         | 42° 15′ 48″ N, 3° 10′ 30″ E / 42.263361°N,3.174968°E | IPA-37684     | Casa Mates (Roses) · Vegeu més fotos d'aquest monument · Carregueu una nova foto d'aquest monument                                  |
| Edificis al passeig Marítim                                                                              |                 | Obra popular XX                               | Roses Pg. Marítim, 2, 3-5, 6, 9-11                                              | 42° 15′ 54″ N, 3° 10′ 11″ E / 42.265049°N,3.169637°E | IPA-37685     | Edificis al passeig Marítim (Roses) · Vegeu més fotos d'aquest monument · Carregueu una nova foto d'aquest monument                 |
| Refugi antiaeri                                                                                          |                 | Obra popular XX Mitjan                        | Roses Pl. de la Pau                                                             | 42° 15′ 48″ N, 3° 10′ 30″ E / 42.263361°N,3.174968°E | IPA-37686     | Refugi antiaeri (Roses) · Vegeu més fotos d'aquest monument · Carregueu una nova foto d'aquest monument                             |
| Safareig municipal                                                                                       |                 | Obra popular XIX                              | Roses C. d'en Mairó                                                             | 42° 15′ 46″ N, 3° 10′ 40″ E / 42.262866°N,3.177810°E | IPA-37687     | Safareig municipal (Roses) · Vegeu més fotos d'aquest monument · Carregueu una nova foto d'aquest monument                          |
| Habitatge al carrer Sant Elm, 15                                                                         |                 | Obra popular XIX                              | Roses C. Sant Elm, 15                                                           | 42° 15′ 41″ N, 3° 10′ 36″ E / 42.261440°N,3.176569°E | IPA-37688     | Carregueu una nova foto d'aquest monument                                                                                           |
| Edificis a l'avinguda de Rhode                                                                           |                 | Eclecticisme, Obra popular XX                 | Roses Av. de Rhode, 101-103, 119 i 139                                          | 42° 15′ 46″ N, 3° 10′ 30″ E / 42.262654°N,3.175026°E | IPA-37719     | Edificis a l'avinguda de Rhode (Roses) · Vegeu més fotos d'aquest monument · Carregueu una nova foto d'aquest monument              |
| Mas de l'Alseda                                                                                          |                 | Obra popular XVII, XX                         | Roses C. del Mas Oliva, pista de l'Alseda                                       | 42° 16′ 16″ N, 3° 12′ 12″ E / 42.271091°N,3.203213°E | IPA-37763     | Carregueu una nova foto d'aquest monument                                                                                           |
| Forn de calç del Canadell                                                                                |                 | Obra popular XVIII                            | Roses Cala Canadell                                                             | 42° 14′ 49″ N, 3° 15′ 09″ E / 42.247002°N,3.252638°E | IPA-37764     | Carregueu una nova foto d'aquest monument                                                                                           |
| Casa de peons caminers de la carretera de Cadaqués                                                       |                 | Obra popular XIX                              | Roses Ctra. GI-610 de Roses a Cadaqués, km 4                                    | 42° 17′ 28″ N, 3° 11′ 03″ E / 42.291142°N,3.184291°E | IPA-37765     | Carregueu una nova foto d'aquest monument                                                                                           |
| Mas Puig, Mas Climent, Casa de los Pastores                                                              |                 | Obra popular XVIII Final, XX                  | Roses Ctra. a l'Estació de Vilajuïga, km 2                                      | 42° 16′ 22″ N, 3° 09′ 36″ E / 42.272790°N,3.160102°E | IPA-37766     | Carregueu una nova foto d'aquest monument                                                                                           |
| Búnquers de la Garriga                                                                                   |                 | Obra popular XX Mitjan                        | Roses Paratge de la Garriga, a l'oest de la ctra, a Palau-saverdera, km 1       | 42° 16′ 46″ N, 3° 09′ 14″ E / 42.279355°N,3.153934°E | IPA-37767     | Carregueu una nova foto d'aquest monument                                                                                           |
| Búnquers de punta Falconera                                                                              | BCIL 2015       | Obra popular XX Mitjan                        | Roses Punta Falconera                                                           | 42° 14′ 08″ N, 3° 13′ 05″ E / 42.235476°N,3.218187°E | IPA-37819     | Búnquers de punta Falconera (Roses) · Vegeu més fotos d'aquest monument · Carregueu una nova foto d'aquest monument                 |
| Casa Camprubí                                                                                            | BCIL 1993       | Obra popular XX Mitjan                        | Roses C. Roca, 2                                                                | 42° 14′ 59″ N, 3° 13′ 36″ E / 42.249711°N,3.226686°E | IPA-37820     | Carregueu una nova foto d'aquest monument                                                                                           |
| Barraca entre la Masia Llobatera i Perafita                                                              |                 | Obra popular XVII                             | Roses Vessant occidental del Pení, prop del pla de les Taules                   | 42° 17′ 14″ N, 3° 14′ 04″ E / 42.287158°N,3.234347°E | IPA-39097     | Carregueu una nova foto d'aquest monument                                                                                           |
| Barraca de Can Figa                                                                                      |                 | Obra popular XVII                             | Roses Crta. de Montjoi, pista de Jòncols, pista de Puig Alt est                 | 42° 16′ 12″ N, 3° 14′ 07″ E / 42.269963°N,3.235359°E | IPA-39194     | Carregueu una nova foto d'aquest monument                                                                                           |
| Barraca de Can Berta II                                                                                  |                 | Obra popular XVII                             | Roses Paratge dels Hortells, al serrat de Can Berta                             | 42° 17′ 22″ N, 3° 11′ 34″ E / 42.289494°N,3.192765°E | IPA-39195     | Carregueu una nova foto d'aquest monument                                                                                           |
| Construccions del Pla de les Gates                                                                       | BCIL 2015       | Obra popular                                  | Roses                                                                           |                                                      | IPA-45385     | Carregueu una nova foto d'aquest monument                                                                                           |